# Digital signage
A digital signage kifejezés talán legpontosabb megfelelője a „digitális tartalomszolgáltató rendszer”.
Az ún. Out Of Home Advertising (az ember otthonán kívüli reklámozás) kategóriába tartozó, a legdinamikusabban fejlődő hirdetési felület.
Szöveges és dinamikus (kép, film, hang) tartalmakat jelenít meg egy elektronikus képernyőn. Leginkább a Point Of Sales (POS - az értékesítés helye) vagy a Point Of Purchase (POP - a vásárlás helye) típusú reklámfelületként használják, melynek lényege, hogy a szöveges és képi információk a legmegfelelőbb időben és a legjobb helyen válnak láthatóvá (például egy bolt területén vásárlási szituációban; egy recepciós pultnál információkereső helyzetben stb.). Az állandóan változó mozgóképek, információk, hangefektek marketing szempontból hasznosabbak, eredményesebbek, mivel sokkal figyelemfelkeltőbbek a hagyományos állóképnél, vagy az egyszerű, nyomtatott szövegnél. Használata intenzíven növekszik, mert egyszerű a kezelése, automatikusan indítható, hosszú élettartamú, nincs mozgó alkatrésze és költséghatékony.
A digital signage valójában nem (csak) egy kézzel fogható tárgy, hanem egy hardver és egy szoftver együttese. Egy elektronikus képernyő (legtöbbször LCD kijelző, plazma, vagy AMOLED) mutatja az általunk választott tartalmat. A monitor mérete 3 cm-től akár több száz cm-ig is terjedhet.

## A feltöltés folyamata
Egy adathordozóra (általában memóriakártyára) feltesszük az adatokat, majd az LCD-vel egybeépített speciális kártyaolvasó feldolgozza és megjeleníteni azokat. Egy másik megoldás erre az ún. internetesen kártyaolvasó, amely lehetőséget ad az FTP protokoll segítségével történő, távoli feltöltésre is. (Újabb változataiban egy távolról is kezelhető, megjelenítő szoftver felelős a dinamikus tartalmak mozgásáért és az időzítésért. Akár több száz egységből álló hálózatban is egyenként kezelhető.)
Egyes cégek nem csak reklám, hanem információs célra is használják. Például információs pultként (recepció), de alkalmas kirakati dekorációra, éttermek étlapjának helyettesítésére, valamint várótermekbe is elhelyezhetőek, csökkentve ezzel az észlelt várakozási időt (repülőtér, múzeum, bank, orvosi rendelő előtere stb).
A digital signage hónapról hónapra egyre több megoldást kínál, a hagyományos LCD kijelzők mellett már megjelentek az 5-10 menüponttal ellátott típusok, az érintőképernyős változatok, a speciális, nagy fényerejű kijelzők és a kültéren használható modellek is. A legújabb trend pedig az átlátszó lcd kijelző, a "transparent display box" amelynek LCd-jn reklámok vetíthetők, miközben az áttetsző LCD mögött maga a termék helyezkedik el.
A digital signage fogalmával kapcsolatban a következő kifejezésekkel találkozhatunk: Dynamic Signage, Digital Signage Network, In-store Display, Display, Display monitor, POS (Point Of Sales), POP (Point Of Purchase, POI (Points Of Interest)-hasznos helyek, érdekes pontok-, mediadisplay, dinamikus információelosztás, digitális tömegtájékoztatási rendszer, digitális reklámtábla, digitális fotókeret, digitális plakát, interaktív kirakat, álló reklámtábla…